# Вълна (влакна)
 Тази статия е за влакна от животински произход.  За другите омографи вижте Вълна (пояснение).  
Въ̀лната представлява текстилни влакна, добити от козината на някои животни. Ако не е уточнен произхода, под вълна се има предвид добитата от овце.
Неразчепканата остригана вълна се нарича руно, от което след почистване и изпридане се получава вълнена нишка. Кардирането на вълна е процесът на разделяне на отделни влакна и размъхване. Чрез преплитане на няколко нишки се получава вълнена прежда, от която може да се плетат дрехи (напр. пуловери) или да се тъкат платове (текстил) или килими. От вълна се прави и дебелото вълнено покривало с дълги влакна наречено губер.
Първоначално хората са използвали нещавени кожи за защита от студа през нощта или през зимата. Предполага се, че развитието на скотовъдството е създало предпоставките за използването на животински влакна като материал за направата на дрехи.
Вълната е податлива на трайна промяна в цвета, която не променя свойствата ѝ. В миналото за целта са се използвали много естествени багрила.

## Описание
Вълнените влакна са изключително ценна суровина в текстилната промишленост. Те се получават от овце, кози, зайци, лама, вигуна, алпака, гуантако. Най-голямо значение имат влакната от овча вълна.
Най-големите производители и износители на вълна са: Австралия, Нова Зеландия, Южна Африка, Аржентина, Уругвай, бившите съветски републики, Монголия, Китай, Иран, Ирак и др. В България до 1989 г. производството на вълна е възлизало на 30 – 35 хил. тона вълна годишно. Големите производители на вълна я предлагат на международния пазар като: прана; непрана; на ленти; отпадък от къси влакна (кемлинг); силно замърсена вълна и др. Овчата вълна се подразделя още на: табашка и възобновена. Табашката вълна се добива чрез стригане или извличане от кожите от заклани животни. Възобновената вълна се получава посредством регенериране на изрезки, както и от нишки отпаднали от тъкачното или трикотажно производство.
Има 6 различни качества вълна на овце във функция от: дебелината, дължината, чистотата, здравината, свързването на вълнените влакна помежду си или в кичурите (щапели): Най-качествената вълна е по плешките – 1. Вълната с добра равномерност по дебелина и дължина на влакната е разположена от двете страни на гърба – 2. Тази от шията, тила и гърба – 3 е дълга, но по-груба и неравномерна. Вълната по челото, корема и задните бутове – 5 е силно замърсена и сплъстена, а около опашката – 6 е най-некачествена.
Горната област на животното е възприето да се казва купрон. В тази област дермата на овцата е най-дебела, най-добре „диша“ кожата ѝ. Следователно кръвообращението на овцата е по-добро. При тези природни дадености получаваната вълна е най-качествена. Такава е българската порода каракачанската, плевенската и др.
Руната вълна, сваляни при стригане от животните не е еднородна по качество.

## Влакна
Вълнените влакна се различават по своя строеж, в зависимост от който влакната са: а-пухови, б-преходни, в-осилести и г-мъртви.
Напречното сечение на влакната показва следната структура – в средата се намира кухина или сърцевинен слой, около него е разположен междинен рогов или корков слой, а по периферията има външен люспест слой. При пуховите влакна, които са и най-качествени, липсва сърцевинен слой, а люспите са малки по размер, плътно преминават една към друга и са къдрави. Те са със специфична здравина от порядъка на 20÷25 cN/tex. Преходните влакна са с прекъснат сърцевинен слой, те са по груби и с по-малка еластичност от предишните, при тях люспите са по-големи и са със специфична здравина в границите от 20÷28 cN/tex.
Добре очертан е сърцевиният слой на осилестите влакна. Те са с по-ниска здравина – 15÷18 cN/tex, с по-малка еластичност и са по-матови. Последните, мъртвите влакна, са най-груби и некачествени. Сърцевиният слой заема до 90% от напречното сечение, значително по дебели са, а здравината им е под 10 cN/tex. Те са с ниска разтегливост до скъсване.
Поради големият брой породи и кръстоски овце, влакната се разделят на: мериносови, мериносоподобни (фини кросбредни), меки и остри, наричани още кросбредни и шевиотни.

## Видове
Вълната се дели според животното, от което е добивана:
- Овча вълна или просто вълна – най-популярната вълна, задържа въздух и така осигурява добра изолация. Вълната, изпредена за пръв път след остригването на овцата, се нарича virgin wool. Както при зехтините, тази вълна няма допълнителното обработване, при което се отстранява ланолина, като така остава по-здрава и с по добри качества от вълната, предена повторно.[3] Овчата вълна има няколко известни подтипа според породата и възрастта на овцата:
  - Мериносова вълна – получава се от испанската порода овце „мерино“, известни с тънковлакнесто и меко руно, считано за една от най-качествените. Вълната е лека, проветрива, но и с много добра топлоизолация. Породата е широко разпространена в Нова Зеландия.[3]
  - Агнешка вълна – добива се от първото остригване на козината на агнето, докато то е на няколко месеца, заради което е по-скъпа. Тя е по-мека и фина, продуктите от нея са устойчиви на мачкане и свиване.[3]
- Вълната от коза е ценна от две породи:
  - Ангорската коза, от която се добива вълната мохер, наподобяващ коприната по блясък и лъскавина.
  - Кашмирската коза, от която се добива скъпата вълна кашмир, който е много по-мек и изолира до 3 пъти повече спрямо овчата вълна. Добива се от специални части на козината на кашмирските кози.[3] От породата Ладакхска Пашмина се добива пашмина. Материалът има изключително лека, фина и мека текстура.
- Заешката вълна е ценена за една специална порода – ангорски заек, от чиято козина се добива вълната ангора, която е пухкава и мека на допир. Тъй като продуктите от ангора нямат здравината на останалите видове вълна, тя често се смесва с други естествени или изкуствени материи.[3]
- Камилска вълна.
- Вълната от алпака и лама е популярна в Латинска Америка, използва се за направата на известното наметало пончо и други облекла.

Ангорската коза и ангорският заек се наричат така по старото име на град Анкара, столицата на Турция. Вълната ангора се добива единствено от ангорския заек, докато вълната на ангорската коза се нарича мохер.